# لغة هيريرو
لغة هيريرو هي إحدى لغات البانتو، عدد المتحدثين بها حوالي 237,000 شخص في ناميبيا وبوتسوانا.